# Морланд (Џорџија)
Морланд (Џорџија) (енгл. Moreland) град је у америчкој савезној држави Џорџија. По попису становништва из 2010. у њему је живело 399 становника.

## Демографија
Према попису становништва из 2010. у граду је живело 399 становника, што је 6 (1,5%) становника више него 2000. године.
| Група             | 2000.       | 2010.       |
| Белци             | 331 (84,2%) | 341 (85,5%) |
| Афроамериканци    | 57 (14,5%)  | 39 (9,8%)   |
| Азијати           | 0 (0,0%)    | 2 (0,5%)    |
| Хиспаноамериканци | 4 (1,0%)    | 12 (3,0%)   |
| Укупно            | 393         | 399         |